# Эфебофилия

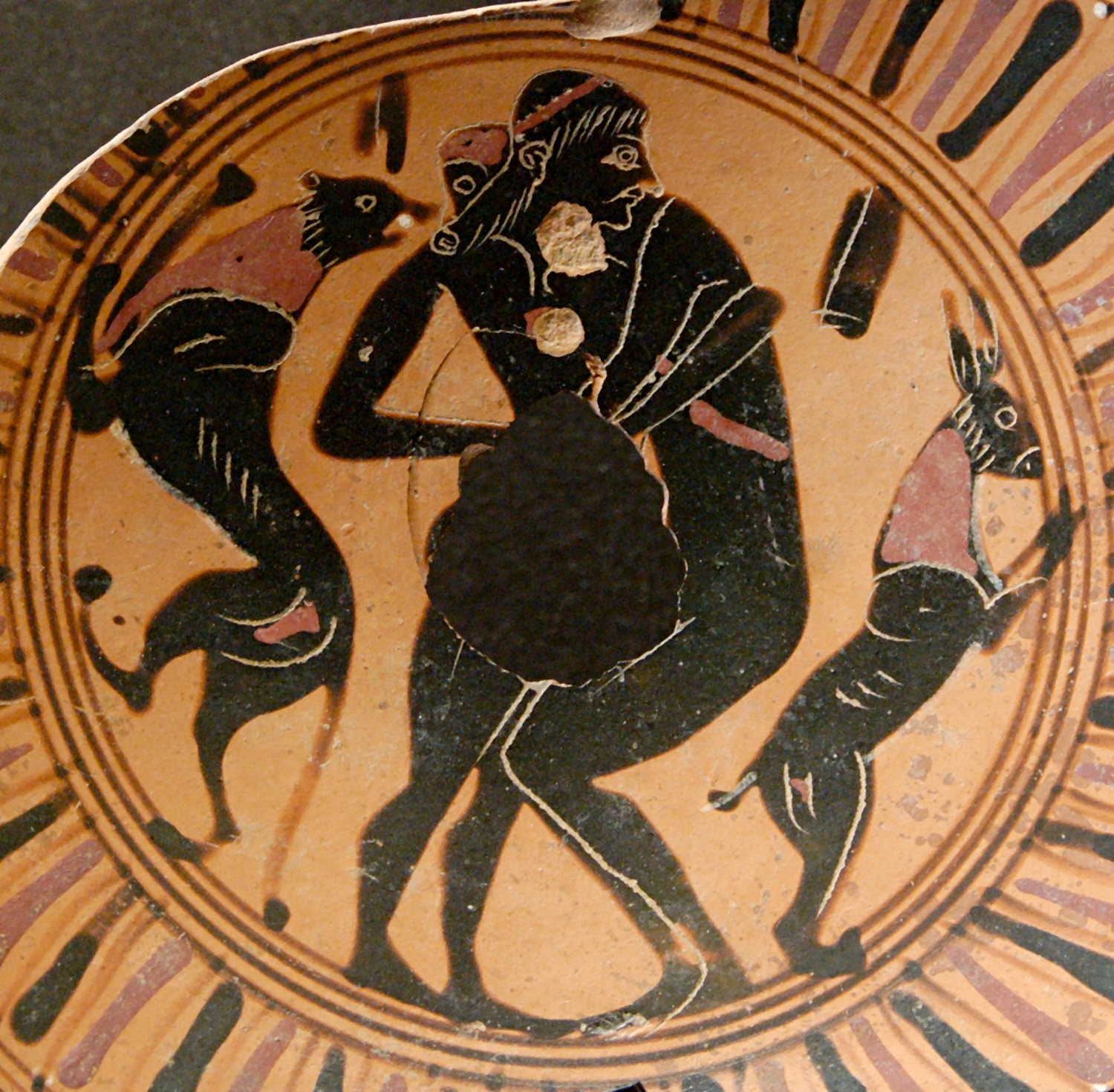
Межбедренный секс между подростком (слева, с длинными волосами) и молодым человеком (справа, с короткими волосами). Фрагмент чернофигурного сосуда, 550—525 годы до н. э.

Эфебофили́я (др.-греч. ἔφηβος — юноша + φιλία — любовь), нимфофили́я — половое влечение взрослых людей к лицам подросткового и юношеского (иногда молодого) возраста, как к девушкам, так и к юношам. Встречается как у мужчин, так и у женщин. При этом сексуальное возбуждение стимулируется физической незрелостью юношей или девушек, их неопытностью. Эфебофилия не включена в качестве самостоятельной нозологической единицы в МКБ-10 и DSM-IV. Однако, если она вызывает патологические изменения в поведении, может быть диагностирована как F65.8 «Другие расстройства сексуального предпочтения» и 302.9 «Парафилия неуточнённая».
По ряду других классификаций эфебофилией называют гомосексуальные контакты между мужчиной и подростком/юношей (в отличие от андрофилии или андрономалии, к которым относят половые контакты между взрослыми мужчинами). При этом склонность женщин к незрелым девушкам называют корофилией, к девственницам — партенофилией (к взрослым женщинам — гинекофилией).

## История
Судебный медик Г. Б. Дерягин отмечает, что в греческом античном обществе любовь мужчин к юношам не считалась противоестественной, а была важным элементом культуры и воспитания. Похожее явление описано для Японии, где взрослый самурай опекал юного, который становился его любовником.
Российский сексолог И. С. Кон отмечает позднее свойственное лишь обществу современного типа происхождение морально-правовых запретов на половые отношения между подростками и совершеннолетними взрослыми разного пола, обусловленных особенностями брака и семьи в современном обществе, не допускающих или ограничивающих половую свободу посредством различных наказаний.

## Исследования
Исследование на фаллоплетизмографе, проведённое в 1970 году К. Фройндом и Р. Костеллем на 48 мужчинах 20 (±3) лет, проходивших обязательную военную службу в армии США, показало, что изображения обнажённых девочек 4—10 лет вызвали реакцию у 30 мужчин, девочек 12—16 лет — у 40, а взрослых женщин — у 42.
Кроме того, существуют этнографические данные, свидетельствующие о распространении гомосексуальных контактов c подростками в племенах аборигенов разных континентов: занде (Африка), кайнганг (Южная Америка), эторо, самбия, баруйя (Новая Гвинея и окружающие острова) и других.

## Описание
Как и педофилия, эфебофилия относится к сексуальным предпочтениям с нестандартной возрастной направленностью влечения. Согласно DSM-IV (справочник по диагностике и статистике психических расстройств Американской психиатрической ассоциации), эфебофилией считается влечение к половозрелым подросткам и молодым людям постпубертатного возраста (15—19 лет), в то время как влечение к неполовозрелым детям допубертатного возраста (11 лет и младше) — педофилия, а к подросткам, находящимся в раннем пубертатном возрасте (11—14 лет), — гебефилия. При эфебофилии по сравнению с педофилией повышается число собственно коитальных контактов взрослого с подростком.
Формированию эфебофилии могут способствовать трудности, возникающие как у мужчин, так и у женщин при контактах со сверстниками. Возможна эфебофилия у лиц с половыми расстройствами. К интимным связям с подростками их побуждают сексуальная неопытность юношей и девушек, смущение в интимной сфере, незнание ими техники полового акта (коитуса) с вытекающей отсюда возможностью навязать подросткам свой собственный стиль сексуальных взаимоотношений, отличающийся от общепринятого. У некоторых людей половая близость со сверстниками-подростками оставляет столь яркий след в памяти, что впоследствии влияет на их сексуальные предпочтения в зрелом возрасте. Возникновение эфебофилии у пожилых мужчин связано с угасающим половым влечением и другими сексуальными расстройствами, когда контакты с очень молодыми девушками используются как своеобразный допинг.
Описан стиль сексуального влечения к девочкам-подросткам в сочетании с фетишизмом: объект обязательно должен быть, к примеру, «в школьной форме с фартучком».

## Правовое отношение
В ряде средневековых европейских стран брачный возраст для женщины составлял около 11—13 лет. В настоящее время в большинстве стран установлены различные возрастные ограничения на сексуальные контакты взрослых людей с несовершеннолетним: от 12 лет (например, в некоторых штатах Мексики) до 18 лет (например, в Турции и некоторых штатах США).
В России законом защищена половая неприкосновенность детей и подростков до 16 лет. За посягательство на половую неприкосновенность установлена уголовная ответственность, в качестве максимального наказания — лишение свободы на срок до 4 лет, в случае посягательства на сексуальную неприкосновенность лица, не достигшего 14-летнего возраста — на срок до 10 лет, при отягчающих обстоятельствах — до 20 лет, при повторных преступлениях — вплоть до пожизненного лишения свободы.

## Поведение
Нередко лица с ярко выраженной эфебофилией стремятся найти работу в подростковых коллективах, где выше вероятность найти объект своего влечения. Нередко они проводят беседы на сексуальные темы, всячески стимулируя воображение подростка, демонстрируют печатную продукцию и видеофильмы соответствующего содержания.